# J. K. Simmons
Jonathan Kimble Simmons (Grosse Pointe, 9 gennaio 1955) è un attore e doppiatore statunitense.
È noto per le sue partecipazioni in numerose serie televisive, tra cui Law & Order - I due volti della giustizia (1994-2010), Oz (1997-2003) e The Closer (2005-2012), oltreché per il ruolo di J. Jonah Jameson nella trilogia cinematografica di Spider-Man diretta da Sam Raimi e nei successivi film appartenenti al Marvel Cinematic Universe.
Nel 2015 ha ottenuto il plauso della critica per la sua interpretazione dello spietato direttore d'orchestra Terence Fletcher nel film indipendente Whiplash, con il quale ha vinto molti premi tra cui l'Oscar al miglior attore non protagonista, il Golden Globe per il miglior attore non protagonista, il BAFTA al miglior attore non protagonista e lo Screen Actors Guild Award per il miglior attore non protagonista cinematografico. Nel 2022 ha ricevuto la sua seconda candidatura all'Oscar (sempre come non protagonista) per la sua interpretazione di William Frawley nel film A proposito dei Ricardo.

## Biografia
Figlio di Donald Simmons, un insegnante di musica di scuola media, e Patricia Kimble, un'amministratrice, Simmons è nato a Grosse Pointe, un sobborgo di Detroit (Michigan). Nel 1965, quando aveva 10 anni, la sua famiglia si trasferì a Worthington, nell'Ohio, e nel 1973 si trasferì a Missoula, nel Montana, dove il padre diventò direttore della Scuola di Musica presso l'Università del Montana. Qui, nel 1978, si è laureato in musica lo stesso J.K. Simmons che, al termine degli studi, si unì alla Phi Mu Alpha Sinfonia. Successivamente si trasferì a Seattle, dove diventò membro del Repertory Theatre di Seattle.

### Carriera
È conosciuto per le sue interpretazioni di J. Jonah Jameson, l'ossessivo e odioso editore del Daily Bugle, nella trilogia cinematografica di Spider-Man diretti da Sam Raimi, del Dr. Emil Skoda, un poliziotto psichiatra tra i protagonisti della serie televisiva Law & Order - I due volti della giustizia, e del sadico Vern Schillinger, nella serie della HBO, Oz. Dal 2005 al 2012, ha ricoperto il ruolo di Will Pope nella serie The Closer.
Prima del successo al cinema e in televisione, Simmons è stato un attore e cantante di Broadway. Tra i tanti lavori teatrali, ha recitato anche nel musical Guys and Dolls, nel ruolo di Benny Southstreet. È apparso nei film di Jason Reitman Thank You for Smoking, Juno e Tra le nuvole. Forte è anche il sodalizio artistico con Joel ed Ethan Coen, a cui deve la sua interpretazione cinematografica nel caper movie Ladykillers.
Tra le altre cose ha dato la voce ad Howard T. Ackerman, fittizio presidente degli Stati Uniti d'America nel videogioco Command & Conquer: Red Alert 3, edito nel 2008; inoltre presta la sua voce a Cave Johnson, l'immaginario fondatore di Aperture Science nel videogioco Portal 2; ha utilizzato la sua voce anche per doppiare il personaggio di Yellow nella versione originale della pubblicità della M&M's.
Nel 2015 ha vinto l'Oscar e il Golden Globe, in entrambi i casi come miglior attore non protagonista, per l'interpretazione dello spietato direttore d'orchestra Terence Fletcher in Whiplash di Damien Chazelle. Nel 2017 interpreta il commissario James Gordon, il fedele alleato di Batman, nel film Justice League, facente parte del DC Extended Universe. Nel 2019 riprende il ruolo di Jameson in un cameo nel film Spider-Man: Far from Home, facente parte del Marvel Cinematic Universe (MCU), e doppia Babbo Natale nel film d'animazione Klaus - I segreti del Natale.
Dal 2021 è parte integrante del cast della serie animata Invincible dove doppia il protagonista Omni Man. Nello stesso anno è ancora nei panni di Jameson in Spider-Man: No Way Home: quest'ultima apparizione lo fa entrare nel Guinness dei primati quale personaggio MCU live action più longevo, congiuntamente a Willem Dafoe (Norman Osborn/Goblin) e Tobey Maguire (Spider-Man).

### Vita privata
È sposato dal 1996 con la collega Michelle Schumacher, con cui ha lavorato in Oz e da cui ha avuto due figli, Joe e Olivia, i quali hanno intrapreso a loro volta una carriera nel mondo del cinema, invogliati dallo stesso Simmons; Olivia è inoltre apparsa al fianco del padre in I'm Not Here (2017), quest'ultimo anche diretto dalla madre e musicato dall'altro figlio Joe.

## Filmografia

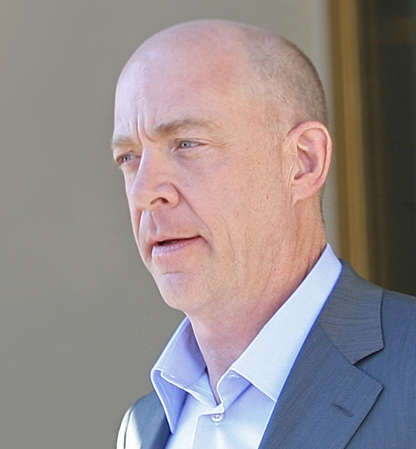
J.K. Simmons nel 2007 al Toronto International Film Festival

### Attore

#### Cinema
- C'eravamo tanto odiati (The Ref), regia di Ted Demme (1994)
- Un colpo da campione (The Scout), regia di Michael Ritchie (1994)
- Il club delle prime mogli (The First Wives Club), regia di Hugh Wilson (1996)
- Extreme Measures - Soluzioni estreme (Extreme Measures), regia di Michael Apted (1996)
- Una notte per caso (Love Walked In), regia di Juan José Campanella (1997)
- Crossing Fields, regia di James Rosenow (1997)
- The Jackal, regia di Michael Caton-Jones (1997)
- Celebrity, regia di Woody Allen (1998)
- Above Freezing, regia di Frank Todaro (1998)
- Hit and Runway, regia di Christopher Livingston (1999)
- Le regole della casa del sidro (The Cider House Rules), regia di Lasse Hallström (1999)
- Gioco d'amore (For Love of the Game), regia di Sam Raimi (1999)
- Beautiful Joe, regia di Stephen Metcalfe (2000) – non accreditato
- Autumn in New York, regia di Joan Chen (2000)
- The Gift, regia di Sam Raimi (2000)
- The Mexican - Amore senza la sicura (The Mexican), regia di Gore Verbinski (2001)
- Spider-Man, regia di Sam Raimi (2002)
- Off the Map, regia di Campbell Scott (2003)
- Disposal, regia di Alex Turner – cortometraggio (2003)
- Oceano di fuoco - Hidalgo (Hidalgo), regia di Joe Johnston (2004)
- Ladykillers (The Ladykillers), regia di Joel ed Ethan Coen (2004)
- The Floor, regia di Michelle Schumacher – cortometraggio (2004)
- Spider-Man 2, regia di Sam Raimi (2004)
- Thank You for Smoking, regia di Jason Reitman (2005)
- Harsh Times - I giorni dell'odio (Harsh Times), regia di David Ayer (2005)
- Presagio finale - First Snow (First Snow), regia di Mark Fergus (2006)
- The Astronaut Farmer, regia di Michael Polish (2006)
- Spider-Man 3, regia di Sam Raimi (2007)
- Breaking Down the Closer – cortometraggio (2007)
- Postal, regia di Uwe Boll (2007)
- Juno, regia di Jason Reitman (2007)
- Rendition - Detenzione illegale (Rendition), regia di Gavin Hood (2007)
- Burn After Reading - A prova di spia (Burn After Reading), regia di Joel ed Ethan Coen (2008)
- The Vicious Kind, regia di Lee Toland Krieger (2009)
- New in Town, regia di Jonas Elmer (2009)
- The Way of War - Sentieri di guerra (The Way of War), regia di John Carter (2009)
- Red Sands - La forza occulta (Red Sands), regia di Alex Turner (2009)
- I Love You, Man, regia di John Hamburg (2009)
- Jewno, regia di Stephen J. Levinson – cortometraggio (2009)
- Laureata... e adesso? (Post Grad), regia di Vicky Jenson (2009)
- Extract, regia di Mike Judge (2009)
- Tra le nuvole (Up in the Air), regia di Jason Reitman (2009)
- Jennifer's Body, regia di Karyn Kusama (2009)
- Ricomincio da zero (Crazy on the Outside), regia di Tim Allen (2010)
- Guida alla morte per principianti (A Beginner's Guide to Endings), regia di Jonathan Sobol (2010)
- I numeri dell'amore (An Invisible Sign), regia di Marilyn Agrelo (2010)
- La musica che non ti ho detto (The Music Never Stopped), regia di Jim Kohlberg (2011)
- The Good Doctor, regia di Lance Daly (2011)
- Contraband, regia di Baltasar Kormákur (2012)
- The Words, regia di Brian Klugman e Lee Sternthal (2012)
- Whiplash, regia di Damien Chazelle – cortometraggio (2013)
- Jobs, regia di Joshua Michael Stern (2013)
- Dark Skies - Oscure presenze (Dark Skies), regia di Scott Stewart (2013)
- The Heeler, regia di Justin Steele – cortometraggio (2013)
- The Magic Bracelet, regia di Jon Poll – cortometraggio (2013)
- 3 Geezers!, regia di Michelle Schumacher (2013)
- Un giorno come tanti (Labor Day), regia di Jason Reitman (2013)
- Whiplash, regia di Damien Chazelle (2014)
- A piedi nudi (Barefoot), regia di Andrew Fleming (2014)
- Break Point, regia di Jay Karas (2014)
- Il mistero del gatto trafitto (Murder of a Cat), regia di Gillian Greene (2014)
- Professore per amore (The Rewrite), regia di Marc Lawrence (2014)
- Men, Women & Children, regia di Jason Reitman (2014)
- Terminator Genisys, regia di Alan Taylor (2015)
- Enas Allos Kosmos, regia di Christoforos Papakaliatis (2015)
- The Meddler - Un'inguaribile ottimista (The Meddler), regia di Lorene Scafaria (2015)
- The Accountant, regia di Gavin O'Connor (2016)
- And Punching the Clown, regia di Gregori Viens (2016)
- La La Land, regia di Damien Chazelle (2016)
- Boston - Caccia all'uomo (Patriots Day), regia di Peter Berg (2016)
- The Late Bloomer, regia di Kevin Pollak (2016)
- Suocero scatenato (All Nighter), regia di Gavin Wiesen (2017)
- The Bachelors - Un nuovo inizio (The Bachelors), regia di Kurt Voelker (2017)
- 2 gran figli di... (Father Figures), regia di Lawrence Sher (2017)
- A Boy Called Sailboat, regia di Cameron Nugent (2018)
- Renegades - Commando d'assalto (Renegades), regia di Steven Quale (2017)
- I'm Not Here, regia di Michelle Schumacher (2017)
- L'uomo di neve (The Snowman), regia di Tomas Alfredson (2017)
- Justice League, regia di Zack Snyder (2017)
- The Front Runner - Il vizio del potere (The Front Runner), regia di Jason Reitman (2018)
- Spider-Man: Far from Home, regia di Jon Watts (2019) – cameo
- 3 Days with Dad, regia di Larry Clarke (2019)
- City of Crime (21 Bridges), regia di Brian Kirk (2019)
- Palm Springs - Vivi come se non ci fosse un domani (Palm Springs), regia di Max Barbakow (2020)
- Zack Snyder's Justice League, regia di Zack Snyder (2021)
- La guerra di domani (The Tomorrow War) regia di Chris McKay (2021)
- Ghostbusters: Legacy (Ghostbusters: Afterlife), regia di Jason Reitman (2021) - cameo
- Spider-Man: No Way Home, regia di Jon Watts (2021)
- A proposito dei Ricardo (Being the Ricardos), regia di Aaron Sorkin (2021)
- Batgirl, regia di Adil El Arbi e Bilall Fallah (inedito)
- Un giorno da leone (One Day as a Lion), regia di John Swab (2023)
- Uno Rosso (Red One), regia di Jake Kasdan (2024)
- The Union, regia di Julian Farino (2024)
- Saturday Night, regia di Jason Reitman (2024)
- Giurato numero 2 (Juror #2), regia di Clint Eastwood (2024)
- The Accountant 2, regia di Gavin O'Connor (2025)

#### Televisione
- Il braccio violento della legge 3 (Popeye Doyle), regia di Peter Levin – film TV (1986)
- La valle dei pini (All My Children) – soap opera, 1 puntata (1987)
- Law & Order - I due volti della giustizia (Law & Order) – serie TV, 46 episodi (1994-2010)
- New York News – serie TV, 1 episodio (1995)
- The Adventures of Pete & Pete – serie TV, 1 episodio (1995)
- New York Undercover – serie TV, 2 episodi (1996-1998)
- Homicide (Homicide, Life on the Street) – serie TV, 1 episodio (1996)
- Swift - Il giustiziere (Swift Justice) – serie TV, 1 episodio (1996)
- Oz – serie TV, 56 episodi (1997-2003) – Vern Schillinger
- Spin City – serie TV, 1 episodio (1997)
- Face Down, regia di Thomas Eberhardt – film TV (1997)
- Remember WENN – serie TV, 1 episodio (1998)
- Saturday Night Live – programma TV, 1 puntata (1999) – non accreditato
- Law & Order - Unità vittime speciali (Law & Order: Special Victims Unit) – serie TV, 6 episodi (2000-2001)
- Squadra emergenza (Third Watch) – serie TV, 1 episodio (2000)
- Law & Order: Criminal Intent – serie TV, episodio 1x12 (2002)
- Path to War - L'altro Vietnam (Path to War), regia di John Frankenheimer – film TV (2002)
- Homeward Bound, regia di Joshua Brand – film TV (2002)
- Queens Supreme – serie TV, 1 episodio (2003)
- John Doe – serie TV, 1 episodio (2003)
- Everwood – serie TV, 1 episodio (2003)
- E.R. - Medici in prima linea (ER) – serie TV, episodio 10x14 (2004)
- The D.A. – serie TV, 1 episodio (2004)
- Senza traccia (Without a Trace) – serie TV, 1 episodio (2004)
- The Jury – serie TV, 1 episodio (2004)
- Nip/Tuck – serie TV, 1 episodio (2004)
- Una vita al limite (3: The Dale Earnhardt Story), regia di Russell Mulcahy – film TV (2004)
- The Closer – serie TV, 108 episodi (2005-2012)
- Arrested Development - Ti presento i miei (Arrested Development) – serie TV, 1 episodio (2005)
- Jack & Bobby – serie TV, episodio 1x12 (2005)
- Numb3rs – serie TV, 1 episodio (2005)
- West Wing - Tutti gli uomini del Presidente (The West Wing) – serie TV, episodio 7x12 (2006)
- L'ultimo pellerossa (Bury My Heart at Wounded Knee), regia di Yves Simoneau – film TV (2007)
- Breaking Down the Closer – cortometraggio (2007)
- Party Down – serie TV, 2 episodi (2009-2010)
- Aiutami Hope! (Raising Hope) – serie TV, 1 episodio (2011)
- NTSF:SD:SUV:: – serie TV, 1 episodio (2011)
- Men at Work – serie TV, 5 episodi (2012-2014)
- Best Friends Forever – serie TV, 1 episodio (2012)
- Cops Uncuffed, regia di Frank Marino – film TV (2012)
- Parks and Recreation – serie TV, 1 episodio (2013)
- Family Tools – serie TV, 10 episodi (2013)
- Growing Up Fisher – serie TV, 13 episodi (2014)
- What Lives Inside – miniserie TV, 2 puntate (2015)
- No Activity – serie TV, 4 episodio (2017-2019)
- Counterpart – serie TV, 10 episodi (2017-2019)
- Brockmire – serie TV, 4 episodi (2019)
- Veronica Mars – serie TV, 7 episodi (2019)
- Brooklyn Nine-Nine – serie TV, episodio 7x09 (2020)
- In difesa di Jacob (Defending Jacob), regia di Morten Tyldum – miniserie TV, 8 puntate (2020)
- Princess Bride – serie TV, 1 episodio (2020)
- The Stand – miniserie TV, 1 puntata (2020)
- Golia (Goliath) – serie TV, 8 episodi (2021)
- Notte stellata (Night Sky) – serie TV, 8 episodi (2022)

### Doppiatore
- Pom Poko (Heisei tanuki gassen ponpoko), regia di Isao Takahata (1994) – edizione in lingua inglese
- M&M's - spot televisivi (1996-in corso)
- Anastasia, regia di Don Bluth e Gary Goldman (1997)
- I Lost My M in Vegas, regia di Gayle Ayers – cortometraggio (1999)
- M&M's: The Lost Formulas – videogioco (2000)
- Justice League – serie animata, 5 episodi (2004-2006)
- I Simpson (The Simpsons) – serie animata, 5 episodi (2006-2019)
- Spider-Man 3 – videogioco (2007)
- Kim Possible – serie animata, 3 episodi (2007)
- American Dad! – serie animata, 5 episodi (2007-2019)
- Command & Conquer: Red Alert 3 – videogioco (2008)
- American Experience – serie TV, 1 episodio (2008)
- Phineas e Ferb (Phineas and Ferb) – serie animata, 3 episodi (2008-2014)
- Ben 10 - Forza aliena (Ben 10: Alien Force) – serie animata, 1 episodio (2008)
- Command & Conquer: Red Alert 3 – videogioco (2008)
- Alieni in soffitta (Aliens in the Attic), regia di John Schultz (2009)
- Le meravigliose disavventure di Flapjack (The Marvelous Misadventures of Flapjack) – serie animata, 4 episodi (2009)
- Generator Rex - serie animata, 34 episodi (2010-2013)
- Batman: The Brave and the Bold – serie animata, 1 episodio (2010)
- The Life & Times of Tim – serie animata, 1 episodio (2010)
- Ben 10: Ultimate Alien – serie animata, 1 episodio (2010)
- Cani & gatti - La vendetta di Kitty (Cats & Dogs: The Revenge of Kitty Galore), regia di Brad Peyton (2010)
- Megamind, regia di Tom McGrath (2010)
- Il Grinta (True Grit), regia di Joel ed Ethan Coen  (2010) – non accreditato
- Pound Puppies – serie animata, 2 episodi (2011-2013)
- Desert Car Kings – serie TV, 10 episodi (2011) – voce narrante
- Robot Chicken – serie animata, 3 episodi (2011-2018)
- Portal 2 – videogioco (2011)
- Young Adult, regia di Jason Reitman (2011) – non accreditato
- Avengers - I più potenti eroi della Terra (The Avengers: Earth's Mightiest Heroes) – serie animata, 1 episodio (2012)
- La leggenda di Korra (The Legend of Korra) – serie animata, 42 episodi (2012-2014)
- Ultimate Spider-Man – serie animata, 39 episodi (2012-2015)
- The Venture Bros. – serie animata, 1 episodio (2012)
- The Legend of Korra: The Re-telling of Korra's Journey – cortometraggio (2013)
- Lego Marvel Super Heroes: Maximum Overload – serie animata, 1 episodio (2013)
- Avengers Assemble – serie animata, 4 episodi (2013-2015)
- Hulk e gli agenti S.M.A.S.H. (Hulk and the Agents of S.M.A.S.H.) – serie animata, 10 episodi (2013-2015)
- Chozen – serie animata, 1 episodio (2014)
- The Boxcar Children, di registi vari (2014)
- Adventure Planet, regia di Kompin Kemgumnird (2014)
- BoJack Horseman – serie TV, 13 episodi (2014-2020)
- Ava & Lala, regia di Wang Yunfei (2014)
- The Legend of Korra – videogioco (2014)
- Major Lazer – serie animata, 6 episodi (2015)
- Gravity Falls – serie animata, 7 episodi (2015-2016)
- Lego Dimensions – videogioco (2015)
- Kung Fu Panda 3, regia di Alessandro Carloni e Jennifer Yuh (2016)
- Zootropolis, regia di Rich Moore e Byron Howard (2016)
- Rock Dog, regia di Ash Brannon (2016)
- SpongeBob (SpongeBob SquarePants) – serie TV, episodio 10x04 (2017)
- Klaus - I segreti del Natale (Klaus), regia di Sergio Pablos (2019)
- Il coronavirus in poche parole (Coronavirus, Explained) – documentario, 1 episodio (2020)
- Invincible – serie TV, 24 episodi (2021-in corso)
- Sansone (Marmaduke), regia di Mark A.Z. Dippé (2022)
- Cip & Ciop agenti speciali (Chip 'n Dale: Rescue Rangers), regia di Akiva Schaffer (2022)
- Baldur's Gate III – videogioco (2023)
- Mortal Kombat 1 – videogioco (2023)

## Teatro
- Birds of Paradise (1987)
- A Change in the Heir (1990)
- Peter Pan (1991-1992)
- Guys and Dolls (1992-1995)
- Laughter on the 23rd Floor (1993-1994)
- Das Barbecii (1994)

## Riconoscimenti
- Premio Oscar
  - 2015 – Miglior attore non protagonista per Whiplash
  - 2022 – Candidatura al miglior attore non protagonista per A proposito dei Ricardo[2]
- Golden Globe
  - 2015 – Miglior attore non protagonista per Whiplash
- British Academy Film Awards
  - 2015 – Miglior attore non protagonista per Whiplash
- Satellite Award
  - 2015 – Miglior attore non protagonista per Whiplash
- Independent Spirit Awards
  - 2015 – Miglior attore non protagonista per Whiplash
- Screen Actors Guild Award
  - 2015 – Miglior attore non protagonista per Whiplash
- MTV Movie Awards[9]
  - 2015 – Candidatura al miglior cattivo per Whiplash
- Saturn Award[10]
  - 2015 – Candidatura al miglior attore non protagonista per Whiplash
- Critics' Choice Movie Award
  - 2014 – Miglior attore non protagonista per Whiplash
- London Critics Circle Film Awards
  - 2014 – Miglior attore non protagonista per Whiplash

## Doppiatori italiani
Nelle versioni in italiano delle opere in cui ha recitato, J.K. Simmons è stato doppiato da:
- Luca Biagini in Law & Order - Unità vittime speciali (ep. 1x16), Whiplash, La La Land, Boston - Caccia all'uomo, Renegades - Commando d'assalto, L'uomo di neve, Palm Springs - Vivi come se non ci fosse un domani, Golia, A proposito dei Ricardo, Notte stellata, Un giorno da leone, Saturday Night, Uno Rosso, Giurato numero 2, You Can't Run Forever, The Accountant 2
- Ennio Coltorti in The Mexican - Amore senza la sicura, Thank You for Smoking, Men at Work, A piedi nudi, The Meddler - Un'inguaribile ottimista, Justice League, The Bachelors - Un nuovo inizio, 2 gran figli di..., Zack Snyder's Justice League, La guerra di domani
- Ambrogio Colombo in Law & Order - I due volti della giustizia, Harsh Times - I giorni dell'odio, The Way of War - Sentieri di guerra, The Good Doctor, Il mistero del gatto trafitto
- Franco Zucca in Autumn in New York, Ladykillers, I Love You, Man, Laureata... e adesso?, Ricomincio da zero, Veronica Mars
- Sandro Iovino in Spider-Man, Spider-Man 2, Spider-Man 3, Burn After Reading - A prova di spia, The Words
- Stefano De Sando in The Gift, Law & Order - Unità vittime speciali, E.R. - Medici in prima linea, Rendition - Detenzione illegale, City of Crime
- Angelo Nicotra in Gioco d'amore, Contraband, Un giorno come tanti, The Accountant
- Gerolamo Alchieri in Everwood, Men, Women & Children, Professore per amore, The Late Bloomer
- Paolo Buglioni in New in Town, Guida alla morte per principianti, The Front Runner - Il vizio del potere, The Union
- Paolo Marchese in Tra le nuvole, Dark Skies - Oscure presenze, Terminator Genisys
- Stefano Mondini in C'eravamo tanto odiati, Presagio finale, Extract
- Carlo Marini in Oz (st. 1-4), Face Down
- Mario Bombardieri in The Jackal, In difesa di Jacob
- Francesco Pannofino in Homicide, Squadra emergenza
- Gianni Giuliano in I numeri dell'amore, Jobs
- Dario Oppido in La musica che non ti ho detto, Suocero scatenato
- Fabrizio Pucci in Spider-Man: Far from Home, Spider-Man: No Way Home
- Francesco Vairano in Extreme Measures - Soluzioni estreme
- Claudio Fattoretto in Una notte per caso
- Luigi Montini in Celebrity
- Sandro Sardone in Le regole della casa del sidro
- Pieraldo Ferrante in Path to War - L'altro Vietnam
- Pierluigi Astore in Spin City
- Paolo Lombardi in West Wing - Tutti gli uomini del Presidente
- Sergio Romanò in Law & Order: Criminal Intent
- Dario Penne in Numb3rs
- Toni Orlandi in Arrested Development - Ti presento i miei
- Massimo Corvo in Juno
- Vittorio Amandola in Postal
- Michele Kalamera in Jennifer's Body
- Maurizio Trombini in Oceano di fuoco - Hidalgo
- Oliviero Dinelli in L'ultimo pellerossa
- Gino La Monica in The Closer
- Sergio Di Giulio in John Doe
- Augusto Di Bono in Nip/Tuck
- Carlo Reali in Senza traccia
- Saverio Indrio in Aiutami Hope!
- Riccardo Lombardo in NTSF:SD:SUV::
- Michele Gammino in Red Sands - La forza occulta
- Paolo Maria Scalondro in Parks and Recreation
- Carlo Valli in The Stand
- Pietro Biondi in Brooklyn Nine-Nine
- Claudio Moneta in Face Down (ridoppiaggio)

Nei prodotti a cui partecipa come doppiatore, in italiano è stato sostituito da:
- Luca Biagini ne I Simpson (ep. 30x19), Il coronavirus in poche parole, Cip & Ciop agenti speciali, Sansone
- Mario Zucca in Ultimate Spider-Man, Avengers Assemble, Hulk e gli agenti S.M.A.S.H.
- Roberto Draghetti in La leggenda di Korra, Kung Fu Panda 3
- Ambrogio Colombo in Invincible, Mortal Kombat 1
- Saverio Indrio in Alieni in soffitta, Phineas e Ferb (ep. 4x21-4x35)
- Wladimiro Grana ne I Simpson (ep. 18x06)
- Renzo Stacchi ne I Simpson (ep. 18x16)
- Achille D'Aniello ne I Simpson (ep. 29x13)
- Tullio Solenghi ne I Simpson (ep. 30x09)
- Gerolamo Alchieri in Phineas e Ferb (ep. 1x19)
- Massimo Milazzo in Ben 10 - Forza aliena
- Giorgio Locuratolo in Avengers - I più potenti eroi della Terra!
- Fabrizio Temperini in Generator Rex
- Michele Gammino ne Il Grinta
- Massimo Gentile in Young Adult
- Antonio Palumbo in Megamind
- Sergio Di Giulio in Ultimate Spider-Man (ep. 3x11, 3x12, 3x19)
- Dario Oppido in Gravity Falls
- Diego Sabre in Lego Dimension
- Stefano De Sando in BoJack Horseman
- Massimo Lopez in Zootropolis
- Paolo Marchese in Rock Dog
- Paolo Maria Scalondro in Archer
- Francesco Pannofino in Klaus - I segreti del Natale
- Giorgio Bonino in SpongeBob